# Parafia Miłosierdzia Bożego w Szczecinku
Parafia pw. Miłosierdzia Bożego w Szczecinku - parafia należąca do dekanatu Szczecinek, diecezji koszalińsko-kołobrzeskiej, metropolii szczecińsko-kamieńskiej. Została utworzona w 1994. Obsługiwana przez księży diecezjalnych. Siedziba parafii mieści się przy ulicy Kołobrzeskiej.

## Miejsca święte

### Kościół parafialny
Kościół pw. Miłosierdzia Bożego w Szczecinku
Kościół parafialny wybudowany w latach 1995–1997. 

### Kościoły filialne i kaplice
Kościół pw. św. Brata Alberta w Skotnikach